# Erwin Köhler (Politiker, 1901)
Erwin Köhler (* 9. September 1901 in Potsdam; † 21. Februar 1951 im Gefängnis Butyrka) war ein deutscher CDU-Politiker und Opfer des Stalinismus.

## Leben

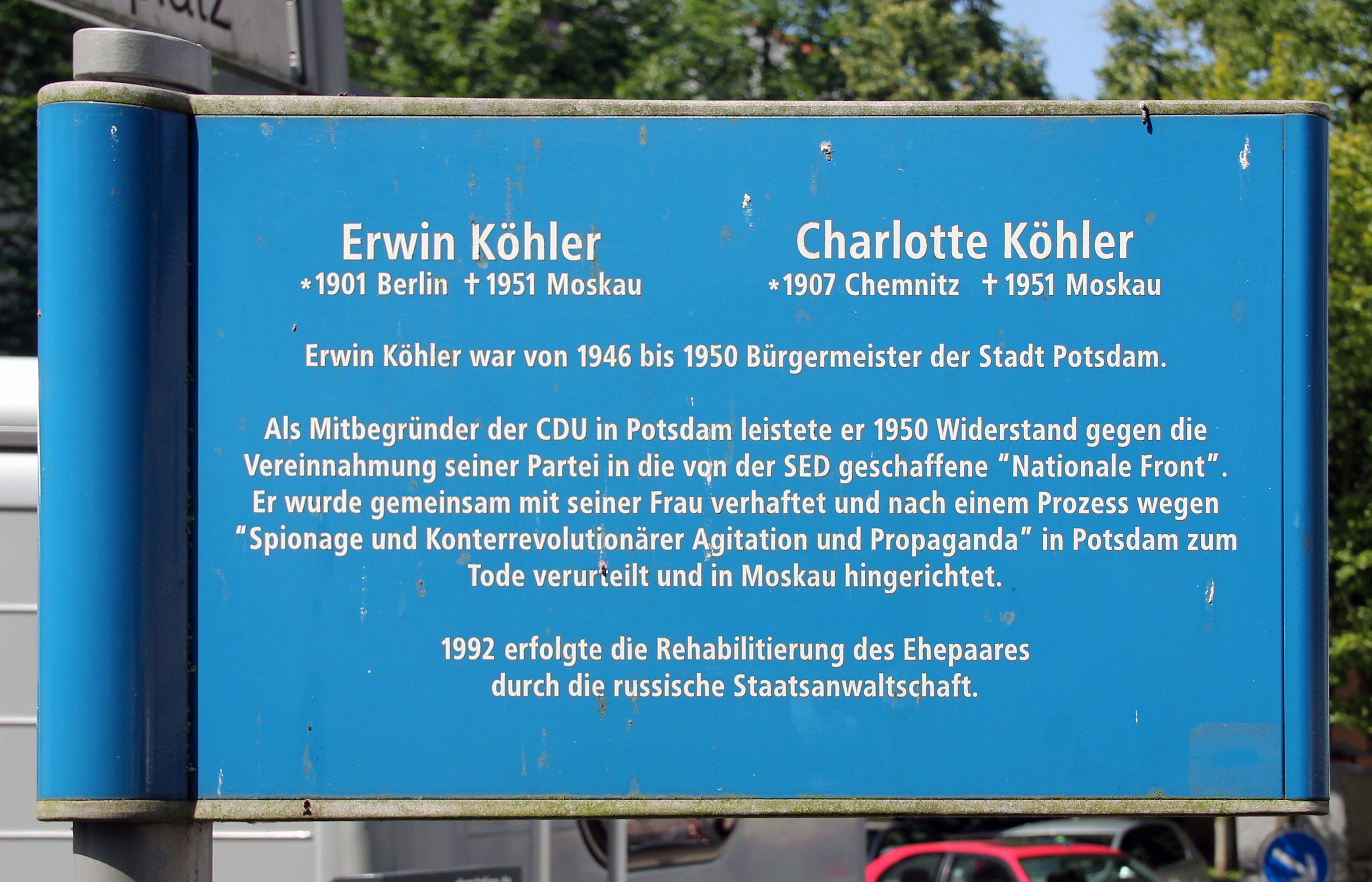
Gedenktafel am Köhlerplatz, in Potsdam

Erwin Köhler war Diplomingenieur. Er heiratete Charlotte (* 1907). Sie hatten vier Kinder, die älteste Tochter wurde 1932/33 geboren. Erwin Köhler trat schon während der NS-Diktatur offen für die Demokratie ein.
Im November 1945 trat er mit seiner Frau in die CDU ein.
Am 10. Dezember 1946 wurde Erwin Köhler von der Stadtverordnetenversammlung Potsdam zum zweiten Bürgermeister gewählt. Er wurde auch Kreisvorsitzender der CDU.
Am 1. Juli 1949 kam es zum offenen Streit zwischen Erwin Köhler und einigen CDU-Politikern um Otto Nuschke, die der SED nahestanden. Danach wurde er als Kreisvorsitzender der CDU abgesetzt, auch auf Druck der Sowjetische Militäradministration. In der Folge verhinderte sie auch eine Kandidatur Ludwig Baues, um ihren Kandidaten Hermann Gerigk durchzusetzen.

Am 2. März 1950 trat Erwin Köhler als zweiter Bürgermeister von Potsdam zurück, nachdem er sich geweigert hatte, die Einheitsliste der Nationalen Front zu unterstützen. Nachfolger wurde Hermann Gerigk.
Am 28. März 1950 wurden Erwin Köhler und seine 17-jährige Tochter auf der Straße verhaftet. Kurz danach wurden auch seine Frau Charlotte Köhler sowie Ludwig Baues und Frank Schleusener verhaftet und die Tochter wieder freigelassen. Der Sohn wurde an diesem Tag in der Schule festgehalten. Die Kinder durften danach ihr Haus nicht mehr betreten und flohen in den Westen.
Die Verhafteten wurden in das Gefängnis in der Lindenstraße gebracht.
Sie wurden verhört und gefoltert, unter anderem durch sechstägigen Schlafentzug. Frank Schleusener starb später an den Folgen der Folter im Gefängnis.
Während der Ermittlungen erklärten sich Erwin und Charlotte Köhler für schuldig.
An dem 1. Dezember 1950 fand der Prozess vor einem sowjetischen Militärtribunal in Potsdam statt. Dabei erklärten beide unabhängig voneinander, dass sie unter Folter zu Geständnissen gezwungen wurden. Am 2. Dezember wurden sie wegen Spionage für den französischen Geheimdienst und „antisowjetischer Hetze“  zum Tode verurteilt.
Danach wurden sie nach Moskau in das berüchtigte Gefängnis Butyrka gebracht. Erwin Köhler wurde dort am 21. Februar 1951 erschossen, Charlotte Köhler am 10. April 1951. Ihre Asche wurde auf dem nahegelegenen Donskoi-Friedhof bestattet.

## Nachleben und Rehabilitation
Ihre Kinder erfuhren erst 1959 durch eine vertrauliche Mitteilung vom Schicksal ihrer Eltern. Kurze Zeit später erhielten sie durch das Rote Kreuz und den Roten Halbmond der UdSSR eine offizielle Todeserklärung.
Am 20. Mai 1992 wurden Erwin und Charlotte Köhler durch die Staatsanwaltschaft der Russischen Sowjetrepublik als Opfer politischer Repressionen rehabilitiert. 1993 teilte der Generalstaatsanwalt der Russischen Föderation mit, dass man Erwin Köhler vorgeworfen hate, mit der S-Bahn durch Westberlin gefahren zu sein. Charlotte Köhlers Vergehen war es, in West-Berlin Medikamente für ihre erkrankte Tochter besorgt zu haben, die es im Osten nicht gab.
Am 20. Mai 1992 wurde im Foyer des Potsdamer Rathauses eine Gedenktafel eingeweiht.
Am 10. Dezember 2009 wurde in Potsdam der Zimmerplatz zum Gedenken an das Ehepaar in Köhlerplatz umbenannt, um, wie Oberbürgermeister Jann Jakobs sagte, „...diesen mutigen Demokraten den Platz in der Stadtgeschichte zuzuweisen, der ihnen gebührt.“